# Dimitr Blagoev
Dimitr Blagoev Nikolov (bulharsky: Димитър Благоев Николов), vlastním jménem D. Nikolow; (14. červen 1856 Zagoričani – 7. květen 1924 Sofie Bulharsko) byl bulharský revolucionář a politik, zakladatel první sociálně demokratické strany na Balkáně.

## Životopis
Patřil k velkým zastáncům vytvoření Balkánské federace. Je považován za Bulhara, sám se jako Bulhar identifikoval, zřídkakdy je považován za makedonského Slovana. Jeho pamětní deska v Praze 1 je v Betlémské ulici 286/5 na domě, kde v roce 1900 žil.

## Názory
Blagoevův světový názor se utvářel pod přímým vlivem ruských revolučních demokratů. Studium Marxových a Engelsových spisů z něho učinilo přesvědčeného stoupence vědeckého socialismu. Blagoev je zakladatelem marxistické estetiky v Bulharsku.